# Heinsia myrmoecia
Heinsia myrmoecia är en måreväxtart som först beskrevs av Karl Moritz Schumann, och fick sitt nu gällande namn av Nicolas Hallé. Heinsia myrmoecia ingår i släktet Heinsia och familjen måreväxter. Inga underarter finns listade i Catalogue of Life.